# Wayne Black
Wayne Hamilton Black (Salisbury, 17 novembre 1973) è un ex tennista zimbabwese.

## Carriera
Wayne fa parte di una famiglia di tennisti: sua sorella Cara ha ottenuto ottimi risultati nel doppio misto e femminile vincendo 10 titoli del Grande Slam mentre suo fratello Byron è arrivato 4 volte in finale nei tornei dello Slam vincendo il Roland Garros 1994.

Ha ottenuto le prime vittorie in coppia con Sandon Stolle per poi formare un team vincente insieme al compatriota Kevin Ullyett. Insieme a Ullyett ha vinto gli US Open 2001 e gli Australian Open 2005.

Con sua sorella Cara Black ha invece formato una coppia di doppio misto vincendo gli Open di Francia 2002 e il Torneo di Wimbledon 2004.

Ha raggiunto la sua più alta posizione in classifica nel doppio il 31 gennaio 2005 dopo il trionfo agli Australian Open di quell'anno.
Si è ritirato ufficialmente alla fine del 2005.

## Statistiche

### Doppio

#### Vittorie (18)
| Legenda                              |
| Grande Slam (2)                      |
| Tennis Masters Cup (0)               |
| ATP Super 9 / ATP Masters Series (5) |
| ATP International Series Gold (1)    |
| ATP International Series (10)        |

| Titoli per superficie |
| Cemento (14)          |
| Terra rossa (2)       |
| Erba (1)              |
| Sintetico (1)         |

| Numero | Data             | Torneo                                | Superficie       | Compagno      | Avversari in finale                 | Punteggio        |
| 1.     | 15 febbraio 1999 | Dubai Tennis Championships, Dubai     | Cemento          | Sandon Stolle | David Adams John-Laffnie de Jager   | 4–6, 6–1, 6–2    |
| 2.     | 15 marzo 1999    | Newsweek Champions Cup, Indian Wells  | Cemento          | Sandon Stolle | Ellis Ferreira Rick Leach           | 6–3, 6–4         |
| 3.     | 29 marzo 1999    | Lipton Championships, Miami           | Cemento          | Sandon Stolle | Boris Becker Jan-Michael Gambill    | 6-1, 6-1         |
| 4.     | 9 ottobre 2000   | Hong Kong Open, Hong Kong             | Cemento          | Kevin Ullyett | Dominik Hrbatý David Prinosil       | 6–1, 6–2         |
| 5.     | 8 gennaio 2001   | Chennai Open, Chennai                 | Cemento          | Byron Black   | Barry Cowan Mosè Navarra            | 6–4, 6–3         |
| 6.     | 19 febbraio 2001 | Copenaghen Open, Copenaghen           | Cemento indoor   | Kevin Ullyett | Jiří Novák David Rikl               | 6–3, 6–3         |
| 7.     | 9 ottobre 2001   | US Open, New York                     | Cemento          | Kevin Ullyett | Donald Johnson Jared Palmer         | 7–69, 2–6, 6–3   |
| 8.     | 7 gennaio 2002   | AAPT Championships, Adelaide          | Cemento          | Kevin Ullyett | Bob Bryan Mike Bryan                | 7–5, 6–2         |
| 9.     | 4 marzo 2002     | Siebel Open, San Jose                 | Cemento indoor   | Kevin Ullyett | John-Laffnie de Jager Robbie Koenig | 6–3, 4–6, [10-5] |
| 10.    | 17 giugno 2002   | Queen's Club Championships, Londra    | Erba             | Kevin Ullyett | Mahesh Bhupathi Maks Mirny          | 7–65, 3–6, 6–3   |
| 11.    | 19 agosto 2002   | Legg Mason Tennis Classic, Washington | Cemento          | Kevin Ullyett | Bob Bryan Mike Bryan                | 7–64, 4–6, 6–3   |
| 12.    | 14 ottobre 2002  | Grand Prix de Tennis de Lyon, Lione   | Sintetico indoor | Kevin Ullyett | Mark Knowles Daniel Nestor          | 6–4, 3–6, 7–63   |
| 13.    | 28 ottobre 2002  | Stockholm Open, Stoccolma             | Cemento indoor   | Kevin Ullyett | Wayne Arthurs Paul Hanley           | 6–4, 2–6, 7–64   |
| 14.    | 5 maggio 2003    | BMW Open, Monaco di Baviera           | Terra rossa      | Kevin Ullyett | Joshua Eagle Jared Palmer           | 6–3, 7–5         |
| 15.    | 5 aprile 2004    | NASDAQ-100 Open, Miami                | Cemento          | Kevin Ullyett | Jonas Björkman Todd Woodbridge      | 6–2, 7–612       |
| 16.    | 17 maggio 2004   | Hamburg Masters, Amburgo              | Terra rossa      | Kevin Ullyett | Bob Bryan Mike Bryan                | 6–1, 6–2         |
| 17.    | 31 gennaio 2005  | Australian Open, Melbourne            | Cemento          | Kevin Ullyett | Bob Bryan Mike Bryan                | 6–4, 6–4         |
| 18.    | 15 agosto 2005   | Canada Masters, Montréal              | Cemento          | Kevin Ullyett | Jonathan Erlich Andy Ram            | 7–62, 6–4        |

#### Finali perse (15)
| Legenda                              |
| Grande Slam (1)                      |
| Tennis Masters Cup (1)               |
| ATP Super 9 / ATP Masters Series (6) |
| ATP International Series Gold (2)    |
| ATP International Series (5)         |

| Numero | Data             | Torneo                                       | Superficie     | Compagno         | Avversari in finale               | Punteggio                 |
| 1.     | 25 maggio 1998   | Hypo Group Tennis International, St. Poelten | Terra rossa    | David Adams      | Jim Grabb David Macpherson        | 4-6, 4-6                  |
| 2.     | 12 aprile 1999   | Chennai Open, Chennai                        | Cemento        | Neville Godwin   | Mahesh Bhupathi Leander Paes      | 6-4, 5-7, 4-6             |
| 3.     | 19 aprile 1999   | Japan Open Tennis Championships, Tokyo       | Cemento        | Brian MacPhie    | Jeff Tarango Daniel Vacek         | 3-4 rit.                  |
| 4.     | 31 gennaio 2000  | Australian Open, Melbourne                   | Cemento        | Andrew Kratzmann | Ellis Ferreira Rick Leach         | 4-6, 6-3, 3-6, 6-3, 16-18 |
| 5.     | 13 maggio 2002   | Internazionali BNL d'Italia, Roma            | Terra rossa    | Kevin Ullyett    | Martin Damm Cyril Suk             | 5-7, 5-7                  |
| 6.     | 3 marzo 2003     | Dubai Tennis Championships, Dubai            | Cemento        | Kevin Ullyett    | Leander Paes David Rikl           | 3-6, 0-6                  |
| 7.     | 6 ottobre 2003   | Kremlin Cup, Mosca                           | Sintetico      | Kevin Ullyett    | Mahesh Bhupathi Maks Mirny        | 3-6, 5-7                  |
| 8.     | 20 ottobre 2003  | Madrid Masters, Madrid                       | Cemento indoor | Kevin Ullyett    | Mahesh Bhupathi Maks Mirny        | 2-6, 6-2, 3-6             |
| 9.     | 22 marzo 2004    | Pacific Life Open, Indian Wells              | Cemento        | Kevin Ullyett    | Arnaud Clément Sébastien Grosjean | 3-6, 6-4, 5-7             |
| 10.    | 26 luglio 2004   | RCA Championships, Indianapolis              | Cemento        | Kevin Ullyett    | Jordan Kerr Jim Thomas            | 7-67, 6-73, 3-6           |
| 11.    | 8 novembre 2004  | Paris Masters, Parigi                        | Sintetico      | Kevin Ullyett    | Jonas Björkman Todd Woodbridge    | 3-6, 4-6                  |
| 12.    | 22 novembre 2004 | Tennis Masters Cup, Houston                  | Cemento        | Kevin Ullyett    | Bob Bryan Mike Bryan              | 6-4, 5-7, 4-6, 2-6        |
| 13.    | 4 aprile 2005    | NASDAQ-100 Open, Miami                       | Cemento        | Kevin Ullyett    | Jonas Björkman Maks Mirny         | 1-6, 2-6                  |
| 14.    | 8 agosto 2005    | Legg Mason Tennis Classic, Washington        | Cemento        | Kevin Ullyett    | Bob Bryan Mike Bryan              | 4-6, 2-6                  |
| 15.    | 22 agosto 2005   | Cincinnati Masters, Mason                    | Cemento        | Kevin Ullyett    | Jonas Björkman Maks Mirny         | 4-6, 7-5, 2-6             |

### Doppio misto

#### Vittorie (2)
| Numero | Data          | Torneo                      | Superficie  | Compagno   | Avversari in finale            | Punteggio      |
| 1.     | 8 giugno 2002 | Open di Francia, Parigi     | Terra rossa | Cara Black | Elena Bovina / Mark Knowles    | 6–3, 6–3       |
| 2.     | 5 luglio 2004 | Torneo di Wimbledon, Londra | Erba        | Cara Black | Alicia Molik / Todd Woodbridge | 3–6, 7–68, 6-4 |

## Risultati in progressione

### Doppio
| Sigla | Risultato                        |
| ----- | -------------------------------- |
| V     | Vincitore                        |
| F     | Finalista                        |
| SF    | Semifinalista                    |
| QF    | Quarti di Finale                 |
| 4T    | Quarto turno                     |
| 3T    | Terzo turno                      |
| 2T    | Secondo turno                    |
| 1T    | Primo turno                      |
| RR    | Round Robin (World Finals)       |
| LQ    | Turno di Qualifica (Grande Slam) |
| A     | Assente                          |

| Legenda superfici    |
| Cemento              |
| Terra rossa          |
| Erba                 |
| Superficie variabile |

| Torneo                                          | Torneo                                          | 1992  | 1993  | 1994  | 1995  | 1996  | 1997  | 1998  | 1999  | 2000  | 2001  | 2002  | 2003  | 2004  | 2005  | 2006  | 2007  | Titoli | V-S   |
| Grande Slam                                     |                                                 |       |       |       |       |       |       |       |       |       |       |       |       |       |       |       |       |        |       |
| Australian Open, Melbourne                      | Australian Open, Melbourne                      | A     | A     | A     | A     | 1T    | A     | 2T    | 3T    | F     | QF    | QF    | 3T    | QF    | V     | A     | A     | 1 / 9  | 25–8  |
| Roland Garros, Parigi                           | Roland Garros, Parigi                           | A     | A     | A     | A     | 1T    | 3T    | 3T    | 3T    | 2T    | 3T    | 3T    | 2T    | QF    | 1T    | A     | A     | 0 / 10 | 15–10 |
| Wimbledon, Londra                               | Wimbledon, Londra                               | A     | A     | A     | A     | 1T    | SF    | SF    | QF    | 1T    | 1T    | 2T    | 3T    | QF    | SF    | 1T    | A     | 0 / 11 | 21–11 |
| US Open, New York                               | US Open, New York                               | A     | A     | A     | A     | A     | SF    | 1T    | QF    | 1T    | V     | QF    | 3T    | QF    | SF    | A     | A     | 1 / 9  | 25–8  |
| Titoli                                          | Titoli                                          | 0 / 0 | 0 / 0 | 0 / 0 | 0 / 0 | 0 / 3 | 0 / 3 | 0 / 4 | 0 / 4 | 0 / 4 | 1 / 4 | 0 / 4 | 0 / 4 | 0 / 4 | 1 / 4 | 0 / 1 | 0 / 0 | 2 / 39 | N/A   |
| Vittorie-Sconfitte                              | Vittorie-Sconfitte                              | 0–0   | 0–0   | 0–0   | 0–0   | 0–3   | 10–3  | 7–4   | 10–4  | 6–4   | 11–3  | 9–4   | 7–4   | 12–4  | 14–3  | 0–1   | 0–0   | N/A    | 86–37 |
| Tennis Masters Cup / ATP World Tour Finals      |                                                 |       |       |       |       |       |       |       |       |       |       |       |       |       |       |       |       |        |       |
| Masters Grand Prix/ATP Tour World Championships | Masters Grand Prix/ATP Tour World Championships | A     | A     | A     | A     | A     | A     | A     | SF    | A     | A     | A     | A     | F     | SF    | A     | A     | 0 / 2  | 8–5   |
| Masters Series                                  |                                                 |       |       |       |       |       |       |       |       |       |       |       |       |       |       |       |       |        |       |
| Indian Wells                                    | Indian Wells                                    | A     | A     | 1T    | A     | A     | A     | 1T    | V     | 2T    | 1T    | QF    | A     | F     | QF    | A     | A     | 1 / 8  | 14–7  |
| Key Biscayne                                    | Key Biscayne                                    | A     | A     | A     | A     | A     | A     | 3T    | V     | 2T    | 3T    | 3T    | 2T    | V     | F     | A     | A     | 2 / 8  | 18–6  |
| Monte Carlo                                     | Monte Carlo                                     | A     | A     | A     | A     | A     | A     | A     | A     | A     | A     | A     | A     | A     | A     | A     | A     | 0 / 0  | 0–0   |
| Roma                                            | Roma                                            | A     | A     | A     | A     | A     | A     | A     | 1T    | 1T    | 1T    | F     | 2T    | QF    | 2T    | A     | A     | 0 / 7  | 5–7   |
| Amburgo                                         | Amburgo                                         | A     | A     | A     | A     | A     | A     | A     | A     | 1T    | 2T    | 1T    | 2T    | V     | 2T    | A     | A     | 1 / 6  | 5–5   |
| Montreal / Toronto                              | Montreal / Toronto                              | A     | A     | A     | A     | A     | A     | QF    | 2T    | A     | 2T    | 2T    | 1T    | 2T    | V     | A     | A     | 1 / 7  | 8–6   |
| Cincinnati                                      | Cincinnati                                      | A     | A     | A     | 2T    | A     | A     | QF    | QF    | 1T    | 1T    | 2T    | 1T    | 2T    | F     | A     | A     | 0 / 9  | 8–9   |
| Madrid Stoccarda                                | Madrid Stoccarda                                | A     | A     | A     | A     | A     | 2T    | A     | A     | A     | 2T    | 2T    | F     | A     | SF    | A     | A     | 0 / 5  | 6–5   |
| Parigi                                          | Parigi                                          | A     | A     | A     | 1T    | A     | 1T    | 1T    | 2T    | A     | SF    | 2T    | QF    | F     | SF    | A     | A     | 0 / 9  | 8–9   |
| Titoli                                          | Titoli                                          | 0 / 0 | 0 / 0 | 0 / 1 | 0 / 2 | 0 / 0 | 0 / 2 | 0 / 5 | 2 / 6 | 0 / 5 | 0 / 8 | 0 / 8 | 0 / 7 | 2 / 7 | 1 / 8 | 0 / 0 | 0 / 0 | 5 / 59 | N/A   |
| Vittorie-Sconfitte                              | Vittorie-Sconfitte                              | 0–0   | 0–0   | 0–1   | 1–2   | 0–0   | 1–2   | 5–5   | 11–4  | 1–5   | 5–8   | 9–8   | 5–7   | 17–5  | 17–7  | 0–0   | 0–0   | N/A    | 72–54 |
| Ranking                                         | Ranking                                         | 541   | 1056  | 302   | 146   | 158   | 38    | 46    | 14    | 42    | 12    | 13    | 23    | 8     | 5     | 576   | 1364  | N/A    | N/A   |